# YaBasic
YaBasic, qui signifie Yet Another Basic, est un interprète du langage BASIC pour les plateformes Unix, Windows et PlayStation 2. Similaire au Commodore BASIC du Commodore 64, il supporte le mode graphique couleur et a des possibilités d'impression. Il est aussi relativement petit : environ 200 kilooctets.

## Variables

### Types
Le langage yabasic utilise deux types de variables :
- les variables numériques
- les variables alphanumériques

On notera aussi les choses suivantes :
- les variables numériques peuvent faire office de variables booléennes (ou logiques)
- les variables alphanumériques peuvent servir à représenter des images
- les noms de variables alphanumériques se terminent toujours par le caractère "$" alors que les noms de variables numériques ne contiennent jamais ce caractère

### Déclarations
En règle générale, les variable ne sont pas déclarées  en yabasic mais il y a des exceptions :
- les tableaux
- les variables locales
- les variables statiques

Un tableau global se déclare avec dim ou redim (ces deux mots-clés sont synonymes).
Qu'il s'agisse ou non d'un tableau, une variable locale se déclare avec local.
Qu'il s'agisse ou non d'un tableau, une variable statique se déclare avec static.

## Exécutables
Yabasic permet la création d'exécutables mais, lors d'une telle action, le fichier n'est pas compilé mais combiné à l'interpréteur. Par conséquent, le code source ne peut pas être caché et peut toujours être visualisé à l'aide d'un éditeur de texte adapté (comme SciTE ou Notepad++).

## Exemple de programme
Un programme de type "Hello world" en YaBasic :
input "What is your name" name$

print "Hello " + name$

## Versions
YaBasic fut créé par Marc-Oliver Ihm, qui a annoncé en août 2007 que la version 2.763, sortie deux ans plus tôt, serait probablement la dernière version du logiciel. Cela dit, ce logiciel étant open source, une version 2.764 a été publiée depuis et une version 3 est en cours de développement.

### La version PlayStation 2
La version pour PlayStation 2 est incluse gratuitement avec les consoles vendues en Europe, Asie et Océanie. Le disque de démo contenant l'interprète YaBasic est un disque PAL et n'a jamais été prévu pour les marchés américains et japonais. Les programmes peuvent être enregistrés sur des cartes mémoires et ainsi échangés entre amis.

#### Exploit
YaBasic peut être aussi utilisé pour installer des homebrew comme FreeMcBoot sur sa Playstation 2,